# کارلوس پرادو پامپین
کارلوس پرادو پامپین (اسپانیایی: Carlos Prado Pampín‎؛ زادهٔ ۱۹۸۲) یک کارگردان فیلم و روزنامه‌نگار اهل اسپانیا است. او کارگردانی و تهیه‌کنندگی فیلم کوتاه زنان پیر را بر عهده داشت که دربارهٔ عشق افراد هم‌جنس‌گرا در دوران سالمندی است. او همچنین به‌عنوان گزارشگر و کارگردان تلویزیونی برای شبکه سراسری لاسکستا اسپانیا فعالیت کرده است. در سال ۲۰۱۶، برنده سومین جایزه روزنامه‌نگاری محیط‌زیست بیفسا شد.
وی در سن ۱۵ سالگی شروع به ساخت فیلم‌های خانگی خود کرد. در ۱۸ سالگی تحصیل در رشته مطالعات سمعی‌ـبصری را در بیگو آغاز کرد و مدت کوتاهی بعد، تحصیلات خود در رشته روزنامه‌نگاری را در دانشگاه سانتیاگو دِ کامپوستلا ادامه داد.